# Спасо-Яйское
Спа́со-Я́йское — деревня в Томском районе Томской области. Входит в состав Турунтаевского сельского поселения.

## География
Расстояние до Томска — 97 км, до Турунтаева (центр поселения) — 12 км. Деревня располагается возле административной границы с Зырянским районом, на берегу реки Яя.

## История
В середине XIX века именовалось как село Спасское на левобережье реки Яя. Чуть ранее это была деревня Спасская.
Согласно постановлению администрации Томского района № 68 от 14 апреля 1997 года о разделении территории района на внутрирайонные территории (сельские округа) образован Турунтаевский сельский округ в границах Турунтаевской и Новоархангельской сельских администраций в селе Турунтаево. Деревня вошла в образованный Турунтаевский сельский округ.
Согласно Закону Томской области от 12 ноября 2004 года № 241-ОЗ «О наделении статусом муниципального района, сельского поселения и установлении границ муниципальных образований на территории Томского района» деревня вошла в образованное Турунтаевское сельское поселение.

## Население
| 2002 | 2008 | 2009 | 2010 | 2011 | 2012 | 2013 |
| ---- | ---- | ---- | ---- | ---- | ---- | ---- |
| 288  | ↘260 | ↘255 | ↘210 | ↗211 | ↗216 | ↘206 |
| 2014 | 2015 | 2021 |      |      |      |      |
| ↘203 | ↘199 | ↘164 |      |      |      |      |

## Социальная сфера и экономика
В Спасо-Яйском есть школа, фельдшерско-акушерский пункт, магазин.

## Транспорт
Автобусное сообщение с Томском осуществляется с помощью междугородного автобусного маршрута № 502 (Томск — Спасо-Яйское).